# 陳建一
陈建一（日语：／ Chin Ken'ichi，1956年1月5日—2023年3月11日），本名東建一（日语：／ Azuma Ken'ichi），是一名华裔日本厨师。

## 生平
陈建一的父親陈建民是川菜廚師，1947年因國共內戰而在朋友介紹下前往台灣，之後遷居香港開設川菜餐廳，1950年代移居日本，與日本女性結婚，在東京生下陳建一。玉川大学文学部英美文学科毕业之后，在他的父亲陈建民手下学习川菜烹饪技艺。其后参加富士电视台的烹饪节目鐵人料理，曾是日本著名川菜连锁店「四川饭店」的董事长。